# Condorcet-metod
Condorcet-metoder är en klass av valsystem. De uppfyller alla Condorcet-kriteriet, vilket innebär att om det finns en kandidat som stöds av en majoritet av väljarna gentemot varje annan kandidat så måste den kandidaten väljas som vinnare. En sådan kandidat kallas för Condorcet-vinnare.
Det finns inte alltid en Condorcet-vinnare. Om vi har minst tre kandidater, exempelvis Anna, Bengt och Cecilia och Anna vinner över Bengt, Bengt vinner över Cecilia och Cecilia vinner över Anna har ingen stöd av majoriteten mot alla de övriga. Att en sådan situation, när ingen har majoritet mot alla andra, kan uppstå kallas för Condorcet-paradoxen. De olika Condorcet-metoderna skiljer sig åt i hur de hanterar en situation med en Condorcet-paradox.
Klassen av valsystem är döpta efter Nicolas de Condorcet som levde under 1700-talet och var matematiker och filosof. Den tidigast kända Condorcet-metoden beskrevs av Ramon Llull 1299, en metod som är nästan identisk med Copelands-metod.  
Oftast får väljarna lämna in en valsedel med kandidaterna rangordnade. Om en kandidat, säg Anna, står över Bengt och Cecilia på valsedeln räknas det som en röst för Anna mot Bengt och en röst för Anna mot Cecilia. Sällan genomförs flera separata valomgångar, även om det också är möjligt. Vissa Condorcet-metoder tillåter att en väljare inte rangordnar alla kandidaterna, exempelvis låter Anna och Bengt rankas delat högst och Cecilia sist. 
Många valsystem uppfyller inte Condorcet-kriteriet och är därför inte Condorcet-metoder, exempelvis Bordaräkning som använts i melodifestivalen och alternativröstning som används i flera länder. I dem kan alltså en kandidat som vinner en-mot-en mot alla andra kandidater förlora valet. 

## Exempel
Copelands metod: den kandidat som vinner flest en-mot-en jämförelser utses till vinnare. 
Minimax: förlust- och vinstmarginalen för alla kandidater en-mot-en jämförs. Den kandidat vars största förlustmarginal är minst vinner. 
Mer komplicerade metoder inkluderar rankade par och Schultze-metoden.